# Rocznik Przekładoznawczy
Jahrbuch für Übersetzungswissenschaft. Studien zur Übersetzungstheorie, -praxis und -didaktik (pl. Rocznik Przekładoznawczy. Studia nad teorią, praktyką i dydaktyką przekładu) ist eine allgemeine polnische wissenschaftliche Reihe, die von der Philologischen Fakultät der Nikolaus-Kopernikus-Universität in Toruń (Polen) herausgegeben wird. Die Redaktionsmitglieder sind wissenschaftliche Mitarbeiter verschiedener neuphilologischer Institute der Thorner Universität. Die Reihe erscheint seit 2005. Bis jetzt sind achtzehn Bände (darunter ein Doppelband) erschienen. Seit dem 27. März 2013 ist die Zeitschrift auch digital abrufbar, dies gilt auch für alle vor 2013 erschienen Bände. Das Jahrbuch will einen Gedankenaustausch zwischen den Wissenschaftlern, die sich vorwiegend mit der Übersetzungstheorie beschäftigen, und Übersetzern sowie Dolmetschern ermöglichen und fördern. Sein Hauptaugenmerk wird auf Übersetzen von Fach- und Gebrauchstexten sowie aufs Dolmetschen gelegt. Die Beiträge werden überwiegend in der polnischen, die Zusammenfassungen in der englischen Sprache abgefasst. 

## Bibliographie
- Rocznik Przekładoznawczy. Studia nad teorią, praktyką i dydaktyką przekładu. Lech Zieliński, Maciej Pławski (Hgg.), Toruń 2005